# ブザーナ
ブザーナ（イタリア語: Busana）は、イタリア共和国エミリア＝ロマーニャ州レッジョ・エミリア県ヴェンタッソにある分離集落（フラツィオーネ）。
かつては独立した自治体（コムーネ）であったが、2016年1月1日、コッラーニャ、リゴンキオ、ラミゼートと合併し、新自治体の一部となった。

## 地理

### 位置・広がり

#### 隣接コムーネ
コムーネとしてのブザーナは、以下のコムーネと隣接していた。
- カステルノーヴォ・ネ・モンティ
- コッラーニャ
- リゴンキオ
- ラミゼート
- ヴィッラ・ミノッツォ